# میروسلاوا بریچ
میروسلاوا بریچ (اسپانیایی: Miroslava Breach Velducea‎؛ ‏ ۷ اوت ۱۹۶۲ – ۲۳ مارس ۲۰۱۷) روزنامه‌نگار سرشناس اهل مکزیک بود. وی بین سال‌های ۱۹۸۷ تا ۲۰۱۷ میلادی فعالیت می‌کرد.
میروسلاوا بریچ که اخبار مربوط به جنایات سازمان یافته و فساد را در مکزیک پوشش می‌داد یکی از یازده خبرنگاری بود که در سال ۲۰۱۷ در این کشور کشته شد. خوان مورینو به جرم دستور قتل وی به ۵۰ سال زندان محکوم شد.